# Великие офицеры империи

Маршальский жезл времён Наполеона I

Великие офицеры Империи (фр. Grands officiers de l’Empire) — когорта высших офицеров, награждённых почётными воинскими званиями во Франции времён Наполеона.
18 мая 1804 года Французская Республика согласно новой Конституции, обнародованной Сенатом, прекратила своё существование. Наполеон был провозглашен Императором французов. А Франция отныне именовалась Французской империей. Статья 48-я 6-й главы той же Конституции возрождала сан маршала (фр. Maréchal d’Empire), генерал-полковника (фр. Colonel général) и генерального инспектора (фр. Inspecteur général). Вся эта система по сути являлась переосмыслением существовавшей при королевском дворе до революции системы Высших коронных чинов.

## Маршалы Империи

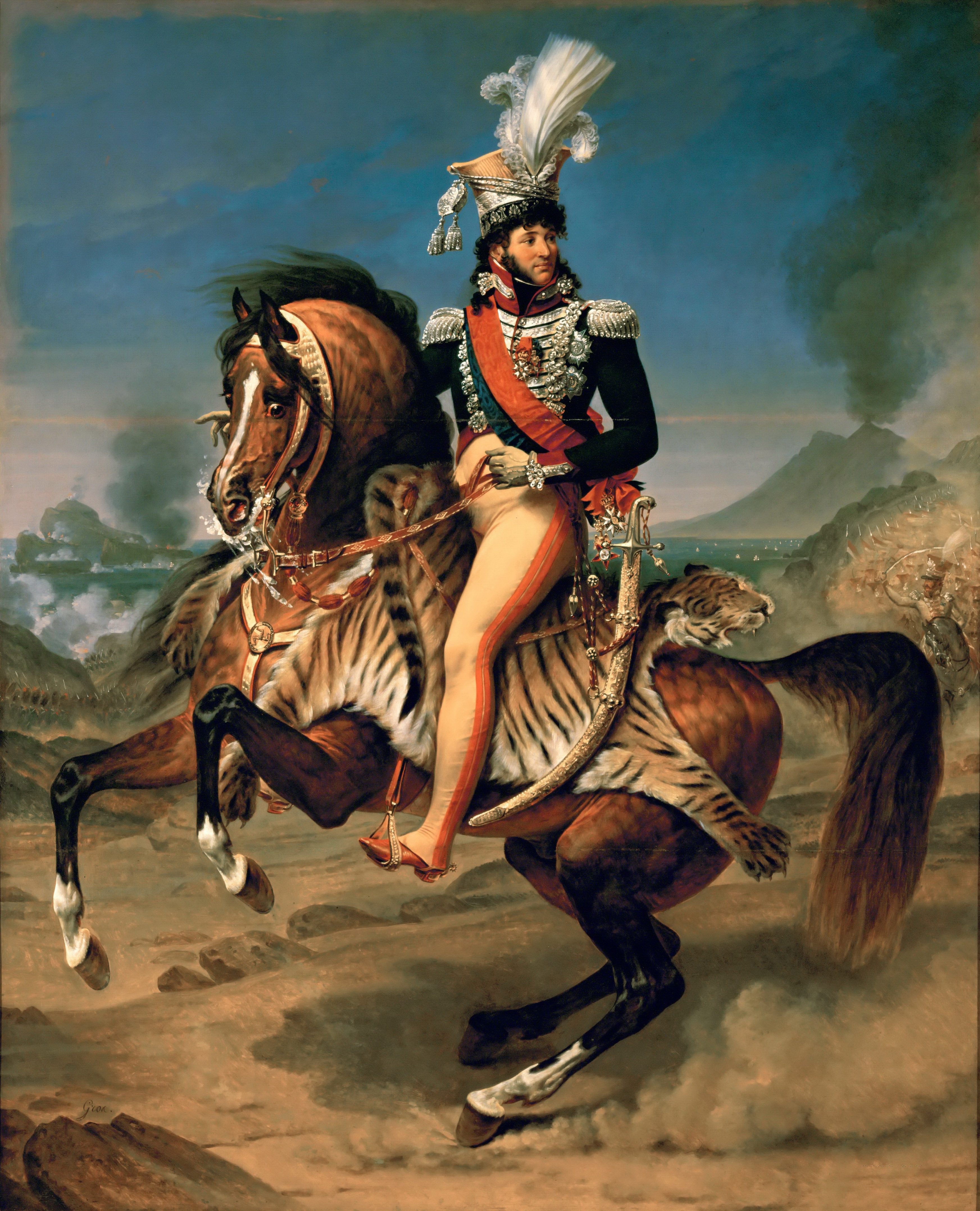
маршал Иоахи́м Мюра́т

- маршал Иоахи́м Мюра́т19 мая 1804: Жан-Батист Бернадот (лишился звания 21 августа 1810, когда риксдаг избрал его кронпринцем Швеции)
- 19 мая 1804: Луи Александр Бертье (исключён из списка маршалов 10 апреля 1815)
- 19 мая 1804: Жан-Батист Бессьер (погиб 1 мая 1813)
- 19 мая 1804: Гийом Брюн
- 19 мая 1804: Луи Николя Даву
- 19 мая 1804: Жан-Батист Журдан
- 19 мая 1804: Франсуа-Кристоф Келлерманн (почётное звание)
- 19 мая 1804: Йоахим Мюрат
- 19 мая 1804: Жан Ланн (умер от полученных ран 31 мая 1809)
- 19 мая 1804: Франсуа-Жозеф Лефевр (почётное звание)
- 19 мая 1804: Андре Массена
- 19 мая 1804: Фабий Монсе
- 19 мая 1804: Эдуар Мортье
- 19 мая 1804: Мишель Ней
- 19 мая 1804: Пьер Ожеро (исключён из списка маршалов 10 апреля 1815)
- 19 мая 1804: Катарин-Доминик Периньон (почётное звание, исключён из списка маршалов 10 апреля 1815)
- 19 мая 1804: Жан-Матье-Филибер Серюрье (почётное звание)
- 19 мая 1804: Николя Сульт
- 13 июля 1807: Виктор (исключён из списка маршалов 10 апреля 1815)
- 12 июля 1809: Этьенн Макдональд
- 12 июля 1809: Огюст Мармон (исключён из списка маршалов 10 апреля 1815)
- 12 июля 1809: Николя Удино
- 8 июля 1811: Луи-Габриэль Сюше
- 27 августа 1812: Лоран де Гувьон-Сен-Сир
- 16 октября 1813: Юзеф Понятовский (утонул 19 октября 1813)
- 15 апреля 1815: Эммануэль Груши

## Генерал-полковники

#### Генерал-полковник швейцарцев (фр.Colonel général des Suisses)

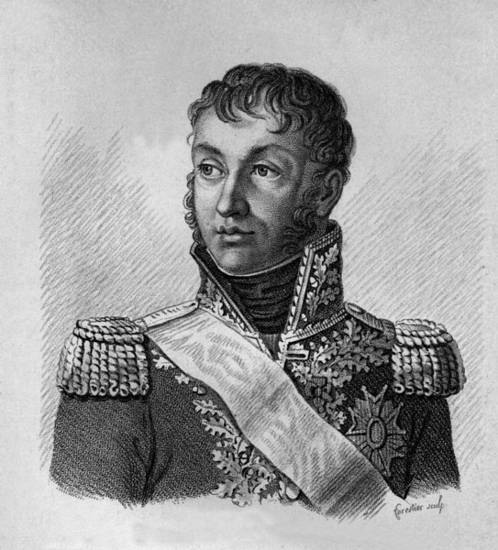
генерал-полковник гусар Жюно

13 сентября 1807 — 31 мая 1809: Жан Ланн (умер от полученных ран)
13 июня 1810 — 22 апреля 1814: Луи-Александр Бертье

#### Генерал-полковник конных егерей (фр.Colonel général des chasseurs à cheval)
6 июля 1804 — 1 февраля 1805: Эжен де Богарне (получил титул Государственного архиканцлера)
1 февраля 1805 год — 31 июля 1809: Огюст Мармон (произведён в маршалы)
31 июля 1809 — 22 апреля 1814: Эммануэль Груши

#### Генерал-полковник драгун (фр.Colonel général des dragons)
6 июля 1804 — 6 января 1813: Луи Барагэ д’Илье (умер от болезни)
14 января 1813 — 22 апреля 1814: Этьенн Нансути

#### Генерал-полковник гусар (фр.Colonel général des hussards)
6 июля 1804 — 29 июля 1813: Андош Жюно (покончил жизнь самоубийством)

#### Генерал-полковник кирасир (фр.Colonel général des cuirassiers)
6 июля 1804 — 5 декабря 1812: Лоран де Гувьон-Сен-Сир (произведён в маршалы)
5 декабря 1812 — 22 апреля 1814: Огюстен Бельяр

#### Генерал-полковник кавалерии Императорской гвардии (фр.Colonel général de la cavalerie de la Garde)
20 июля 1804 — 1 мая 1813: Жан-Батист Бессьер (погиб 1 мая 1813)
18 ноября 1813 — 22 апреля 1814: Луи-Габриэль Сюше

#### Генерал-полковник пеших гренадер Императорской гвардии (фр.Colonel général des grenadiers à pied de la Garde)
20 июля 1804 — 22 апреля 1814: Николя Даву

#### Генерал-полковник пеших егерей Императорской гвардии (фр.Colonel général des chasseurs à pied de la Garde)
20 июля 1804 — 22 апреля 1814: Николя Сульт

#### Генерал-полковник артиллерии и моряков Императорской гвардии (фр.Colonel général de l’artillerie et de la marine de la Garde)
20 июля 1804 — 22 апреля 1814: Эдуар Мортье

## Генеральные инспекторы

#### Первый генеральный инспектор артиллерии (фр.Premier inspecteur général d’artillerie)
| # | Имя                               | Изобр. | Начало     | Конец      | Примечания                                                                      |
| - | --------------------------------- | ------ | ---------- | ---------- | ------------------------------------------------------------------------------- |
| 1 | Николя Сонжи де Курбон            |        | 06.07.1804 | 27.12.1810 | Умер в Париже после продолжительной болезни.                                    |
| 2 | Жан-Амбруаз Бастон де Ларибуазьер |        | 29.01.1811 | 21.12.1812 | Умер от переутомления после отступления из России.                              |
| 3 | Жан-Батист Эбле                   |        | 03.01.1813 | 03.01.1813 | Умер 31 декабря 1812, однако новость о его смерти не была получена Императором. |
| 4 | Жан-Бартелемо Сорбье              |        | 29.03.1813 | 22.06.1815 | Должность была ликвидирована.                                                   |

#### Первый генеральный инспектор инженеров (фр.Premier inspecteur général du génie)
6 июля 1804 — 4 сентября 1808: Арман Мареско (лишён звания после Байлена и посажен в тюрьму)
25 октября 1808 — 22 июня 1815: Жан-Франсуа Эме Дежан

#### Первый генеральный инспектор жандармерии (фр.Premier inspecteur général de la gendarmerie)
6 июля 1804 — 22 марта 1815: Фабий Монсе
22 марта — 22 июня 1815: Рене Савари

#### Генеральный инспектор берегов Океана (фр.Inspecteur général des côtes de l’Océan)
6 июля 1804 — 18 марта 1805: Юсташ Брюи (умер от болезни)
18 апреля 1808 — 22 июня 1815: Оноре Гантом

#### Генеральный инспектор берегов Средиземного моря (фр.Inspecteur général des côtes de la Méditerranée)
6 июля — 19 августа 1804: Луи-Рене Латуш-Тревиль (умер от болезни)
1 февраля 1805 — 1 апреля 1814: Дени Декре

#### Генеральный инспектор берегов Лигурии (фр.Inspecteur général des côtes de la mer de Ligurie)
7 апреля 1813 — 1 апреля 1814: Максим Эмерье де Боверже

#### Генеральный инспектор Северного моря (фр.Inspecteur général des côtes du Nord)
23 марта 1811 — 2 июня 1812: Ян Виллем де Винтер (умер от болезни)

## Великие гражданские офицеры Короны
В соответствии с конституцией XII года (статья 48, пункт 3), император мог также назначать великих гражданских офицеров Короны (фр. Grands officiers civils) — высших сановников императорского двора.
Великий капеллан Империи (фр. Grand aumônier de l'Empire)
- Жозеф Феш (2 февраля 1805 — 6 апреля 1814)

Великий камергер Империи (фр. Grand chambellan de l'Empire)
- Шарль Морис де Талейран (11 июля 1804 — январь 1809)
- Пьер де Монтескью-Фезансак (январь 1809 — 6 апреля 1814)

Великий маршал двора (фр. Grand maréchal du palais)
- Жерар Дюрок (2 февраля 1805 — 23 мая 1813)
- Арман де Коленкур (25 мая — 17 ноября 1813)
- Анри Бертран (18 ноября 1813 — 5 мая 1821)

Великий конюший Империи (фр. Grand écuyer de l'Empire)
- Арман де Коленкур (10 июля 1804 — 6 апреля 1814)

Великий егерь Короны (фр. Grand-veneur de la Couronne)
- Александр Бертье (11 июля 1804 — 6 апреля 1814)

Великий магистр церемоний (фр. Grand-Maître des cérémonies)
- Луи-Филипп Сегюр (9 июля 1804 — 6 апреля 1814)

Великий канцлер ордена Почётного легиона (фр. Grand Сhancelier de la Légion d'honneur)
- Бернар-Жермен де Ласепед (14 августа 1803 — 6 апреля 1814)[К 1]

Великий казначей ордена Почётного легиона (фр. Grand Trésorier de la Légion d'honneur)
- Жан-Франсуа Дежан (21 августа 1803 — 6 апреля 1814)[К 1]

## Комментарии
1. 1 2  Относился и к военным, и к гражданским великим офицерам Империи.